# Borgs försvar
Den här artikeln använder algebraisk schacknotation för att beskriva schackdragen.
Borgs försvar är en ovanlig schacköppning som definieras av dragen:
1. e4 g5